# Microtragus browni
Microtragus browni är en skalbaggsart som beskrevs av Carter 1932. Microtragus browni ingår i släktet Microtragus och familjen långhorningar. Inga underarter finns listade i Catalogue of Life.